# Solife
Solife, anciennement BSB-Insurance Suite, est un progiciel d'administration des polices d’assurance-vie. Il est utilisé depuis une dizaine d'années. BSB a été repris par Vermeg group en 2014 après 4 années de résultats négatifs[réf. nécessaire].   
Solife est un logiciel de gestion administrative des polices d’assurance-vie, il permet de gérer le cycle de vie d’une police d’assurance-vie depuis l’offre initiale, en passant par la création de la police, jusqu’à la clôture de cette dernière. 

## Technologie utilisée
Du point de vue technologique, Solife utilise une architecture orientée services (SOA) et est développé en technologie Java.  